# UD 알메리아 B
UD 알메리아 B(스페인어: Unión Deportiva Almería B)는 스페인 안달루시아주 자치 지역의 알메리아에 연고지를 둔 스페인의 축구단이다. 2001년에 창단된 UD 알메리아의 리저브팀이며 현재 스페인 5부리그인 테르세라 페데레시온 – Group 9에 소속 되어 있으며, 13,648석 규모의 Anexo Power Horse Stadium 홈 구장을 보유하고 있다.

## 선수 명단

### 현역
참고: FIFA 자격 규정에 따라 소속된 국가대표팀 국기를 표시합니다. 선수는 복수의 FIFA 비회원국 국적을 가지고 있을 수 있습니다.
| 번호 | 포지션 | 국적     | 이름          |
| ---- | ------ | -------- | ------------- |
| 6    | DF     | 포르투갈 | 알렉스 멘데스 |
| 11   | FW     | 포르투갈 | 휴고 네베스   |
| 12   | FW     | 모로코   | 라차드 페탈   |

| 번호 | 포지션 | 국적       | 이름            |
| ---- | ------ | ---------- | --------------- |
| 44   | FW     | 몬테네그로 | 마르코 페로비치 |

## 역대 감독
| 감독            | 임기        |
| --------------- | ----------- |
| 라파엘 베르헤스 | 2007        |
| 콘스탄틴 글커   | 2009 ~ 2010 |